# Colunas infernais
As colunas infernais (em francês: colonnes infernales) foram operações lideradas pelo general revolucionário francês Louis Marie Turreau na Guerra da Vendeia, após o fracasso do monarquista Virée de Galerne. Após a passagem em 1 de agosto de 1793 e 1 de outubro de 1793 pela Convenção Nacional de Leis. A Convenção Nacional declarou que o objetivo era exterminar "terroristas anti-republicanos" na área ao sul do rio Loire (a chamada Vendeia), 12 colunas do exército foram formadas e enviadas através da Vendeia para exterminar a população anti-republicana local. Estima-se que de 16.000 a 40.000 habitantes foram mortos durante o primeiro trimestre de 1794.
Em janeiro de 1794, Turreau escreveu ao Ministro da Guerra da Convenção Nacional, descrevendo suas táticas propostas: "Meu objetivo é queimar tudo, não deixar nada além do essencial para estabelecer os alojamentos necessários para exterminar os rebeldes".
O emprego e as ações dessas "colunas infernais" continuam sendo objeto de acalorado debate, tanto na França quanto no exterior. O historiador francês Reynald Secher chegou ao ponto de caracterizar suas operações como um "genocídio franco-francês", enquanto Claude Langlois, do Instituto de História da Revolução Francesa, ridicularizou as afirmações de Secher como "quase mitológicas". O debate tornou-se altamente politizado. O termo "coluna infernal" também foi usado para um movimento semelhante na Missão Voulet-Chanoine.